# Modigliana
Modigliana est une commune italienne de la province de Forlì-Cesena dans la région Émilie-Romagne en Italie.

## Géographie
La commune de Modigliana se trouve à la confluence de trois torrents dans la vallée du fleuve Tramazzo affluent du Marzeno, lui-même affluent du fleuve Lamone. À 24 km de Faenza (accès à la via Emilia ou à l’autoroute A1), sur une route de campagne  qui longe la vallée du Marzeno, la cité est entourée de collines plantées de vignes et d'arbres fruitiers. A  10 lm de Tredozio, 14 km de Brisighella, 22 km de Castrocaro Terme e Terra del Sole et 38 km de Forlì.

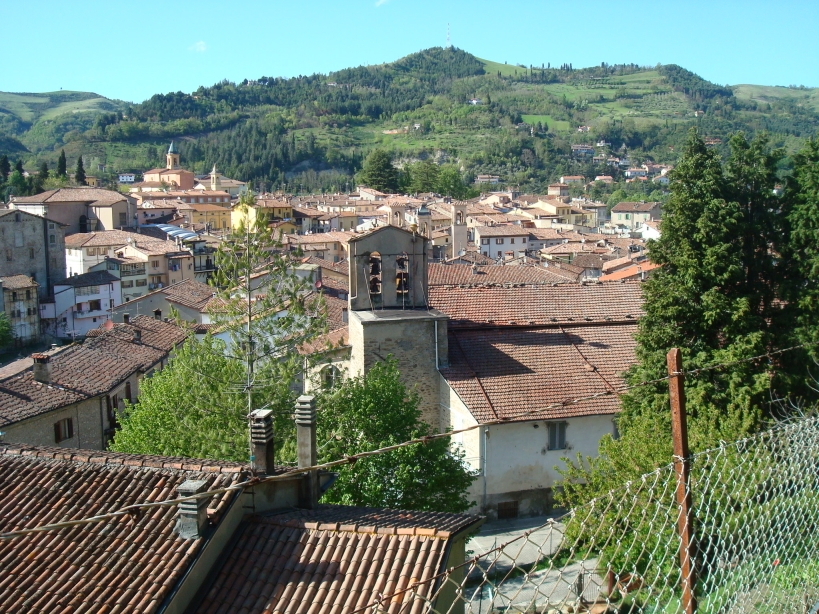
Panorama depuis la Rocca
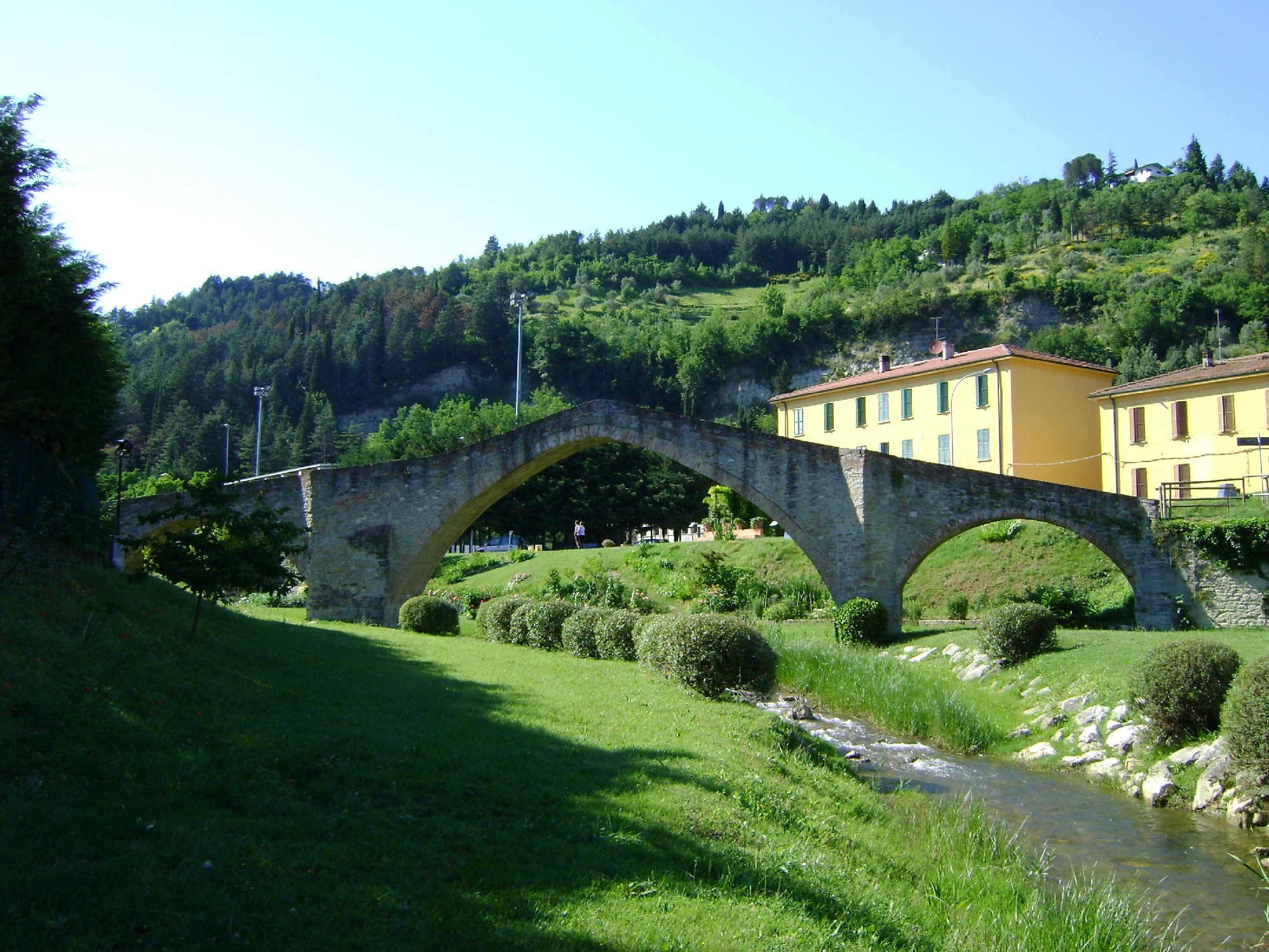
Le pont de la Signora

## Origine du nom
Bien que le territoire fût, depuis le Néolithique, consacré à l’agriculture, les premières notices historiques de la cité remontent à la narration de Tite Live au sujet d’une embuscade tendue au préfet Caius Oppius près de Castrum Mutilum en 200 av.J.-C. durant la guerre entre les Romains et les Celtes qui dominaient la zone depuis plusieurs siècles. Le nom de Modigliana dériverait donc de Castrum Mutilum ou Mutilus ou Mutillius.

## Histoire de la Rocca
Aux environs du haut Moyen Âge, la première rocca fut construite sur une hauteur juste en face de celle des Capucins, et détruite au départ des barbares en 774.

En 830, à l’arrivée des Francs, une campagne de reconstruction qui s’étendit jusqu’en 864,  vit s’ériger une multitude de forteresses, dont celle de Modigliana. Construite à la confluence des torrents Ibola et Tramazzo, sur une base solide, quasi rectangulaire de pierres surmontée d’une tour, dont les faces extérieures et intérieures sont de briques de terre cuite.
La famille GuidiDès le début du Xe siècle, une importante cour, menée par la noblesse locale, se tenait dans les différents palazzi et forteresses de Romagne et de Toscane.
Au Xe siècle, Modigliana entre dans l'exarchat de Ravenne.

En 923, le mariage entre la comtesse Englarada de Modigliana et le comte Tegrimo I de Pistoia, qui obtint de Otton Ier du Saint-Empire les droits sur les terres de Modigliana,  donna le départ à la dynastie des Comtes Guidi qui, pendant 400 ans, étendirent leur pouvoir sur la Romagne, le Mugello, le Casentino, le Pistoiese, le Valdarno inférieur, le Chianti et le Valdelsa ; avec plus de 300 châteaux et forteresses, faisant de cette famille une des plus influentes d’Italie, politiquement et militairement.

En 1377, les Comtes Guidi furent chassés par la rébellion des habitants de Modigliana qui après quelques mois d’un régime républicain, obtinrent la protection de Florence.
La RoccaSous la protection des florentins, la cité fut entourée d’une ceinture de murailles, terminée en 1534, et une seconde tour fut construite à l’intérieur de la rocca. En 1661, un tremblement de terre endommagea la tour et détruisit la toiture.
La Rocca perdit sa position stratégique en faveur de celle de Terra del Sole, plus apte à résister aux nouvelles armes à feu. Différents tremblements de terre et l’érosion du terrain due aux torrents, mirent fin à l’importance de la forteresse dont les matériaux écroulés furent utilisés par les habitants pour la construction de leurs habitations.
En 1918, la tour se fractura sur toute sa hauteur et une partie s’écroula (encore visible aujourd’hui).

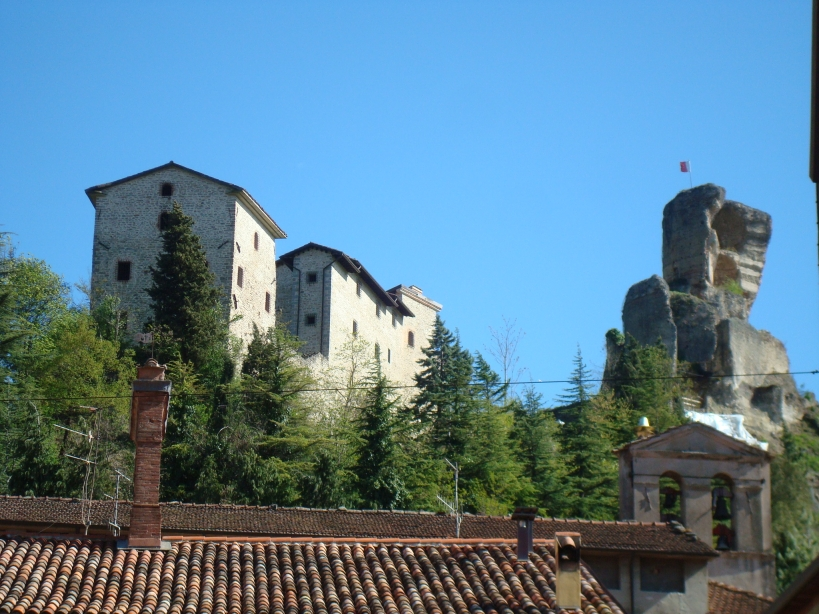
Ensemble de la Rocca
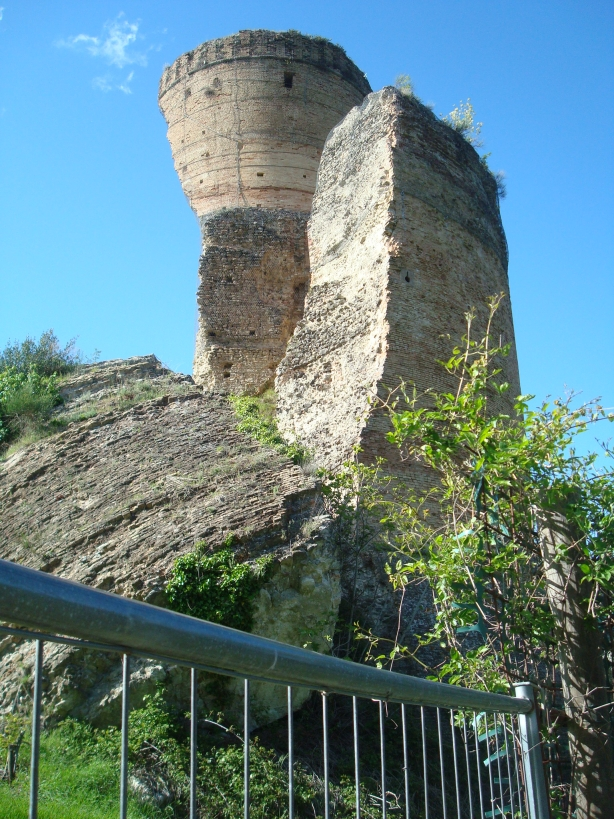
La tour cassée
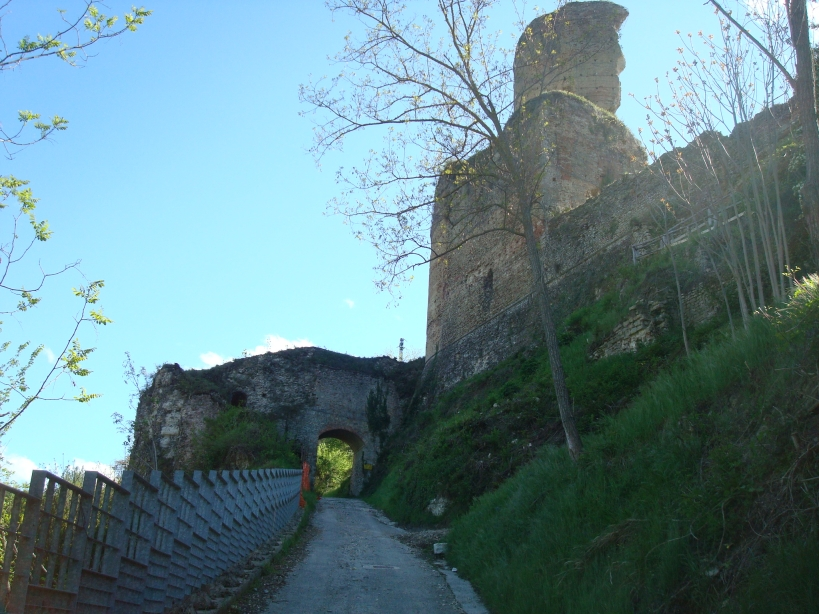
L’entée de la forteresse
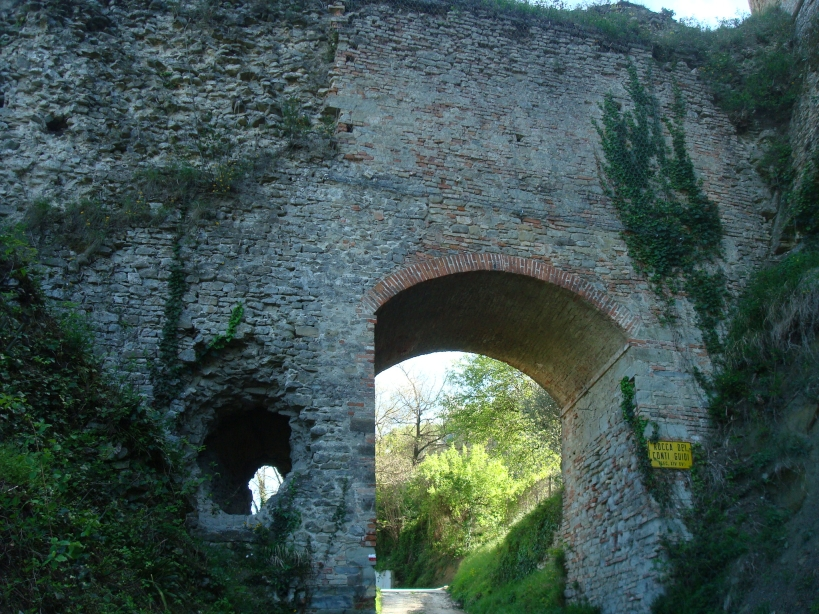
La porte de la Rocca

La place militaireEntre les XVe et XVIe siècles, les Florentins bâtirent une protection fortifiée semi-circulaire pour protéger le bourg, la citerne d’eau et le casernement des soldats dont l’accès se faisait par un pont-levis sur la rivière. Cette construction est appelée Tribuna (tribune) à cause du balcon qui orne son sommet ; aujourd’hui occupé par la statue de la Vierge, sous laquelle est sculpté l’écusson des Médicis, et deux clochers de part et d’autre, dont l’un avec une grande horloge.
Le pont-levis fut remplacé en 1726 par un pont de pierre à une arche, détruit le 14 novembre 1944 par les Allemands en représailles.

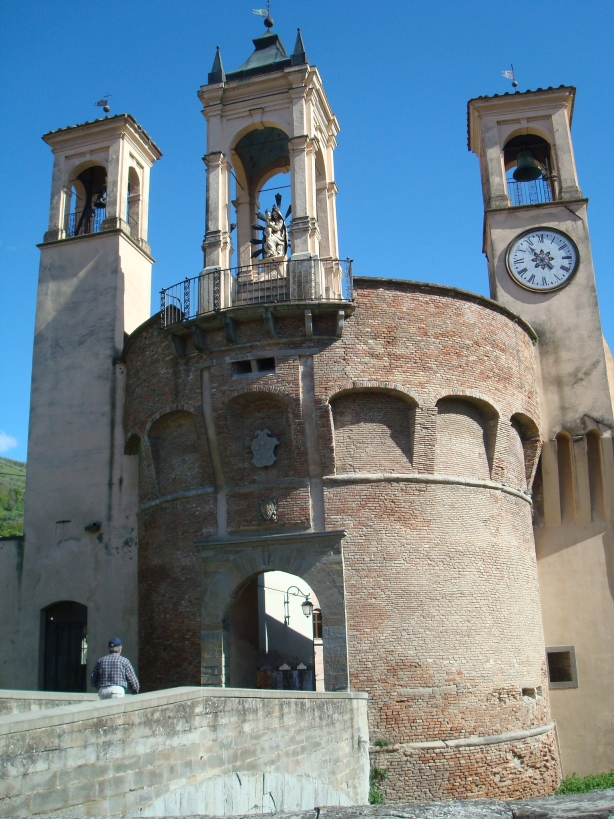
La Tribuna
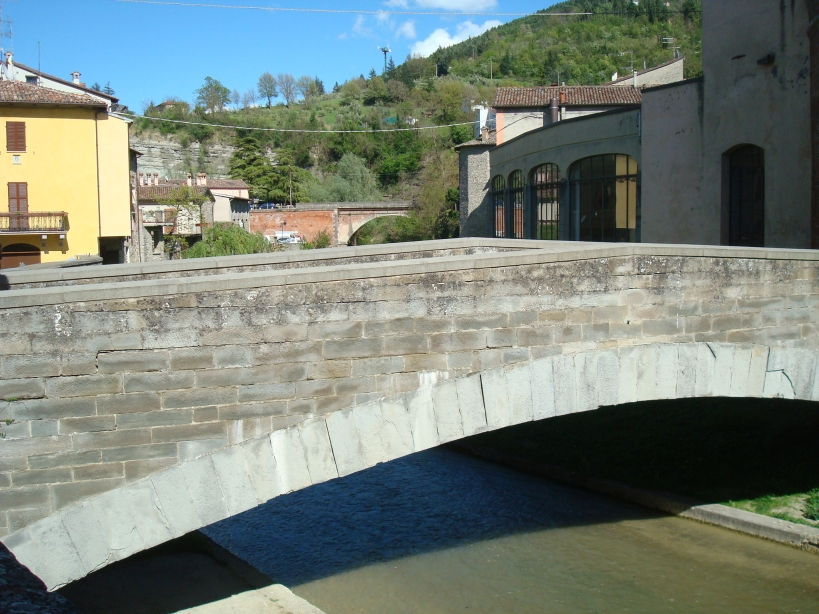
Le pont de pierre
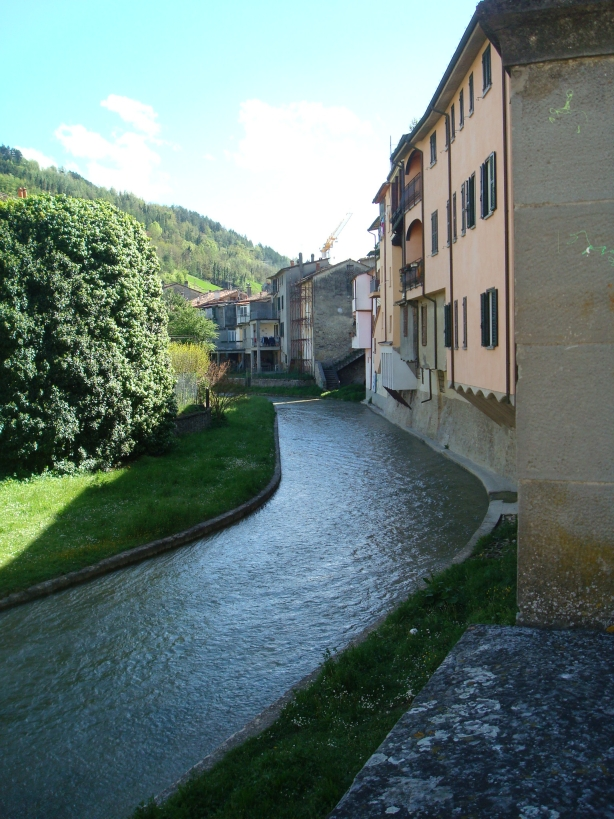
Le torrent
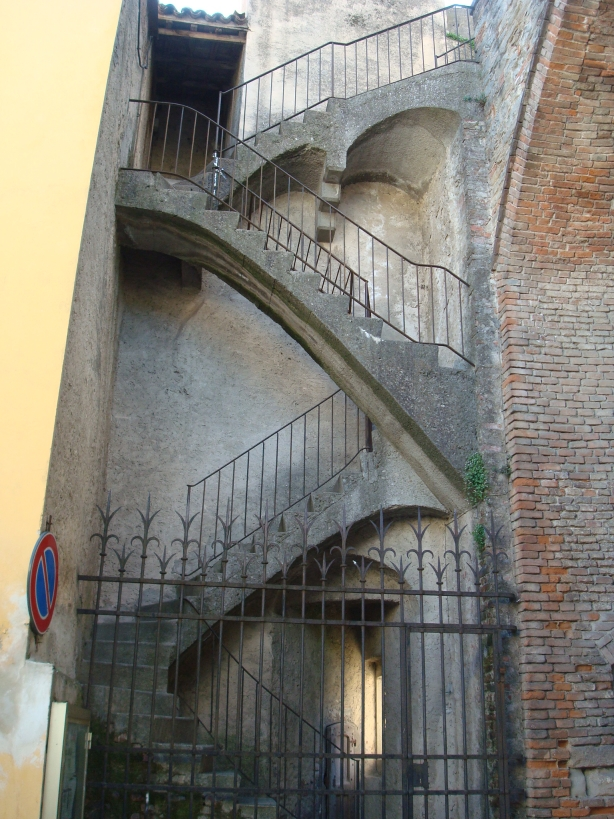
Escalier d’accès à la Tribuna

## Aujourd’hui
Les palazzi du bourg ancien
- aux pieds de la rocca, le palazzo Pretorio, ancien palais des Guidi sur la place médiévale, aujourd’hui siège de la pinacothèque municipale.
- L’église des Saints Sebastiano et Rocco de 1690,
- le palazzo Borghi, ancienne résidence des Comtes Borghi où eut lieu, en 1773, le "baratto" (échange) de nouveau-nés à l'origine de l'énigme liée à la baronne de Sternberg
- le torrione sur l’Ibola et la dite porta del Borgo.

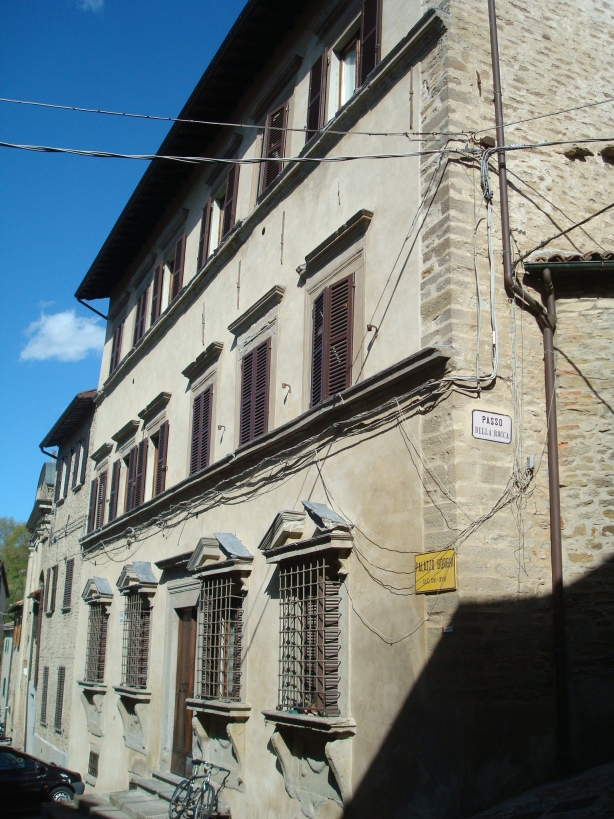
Le palazzo Borghi
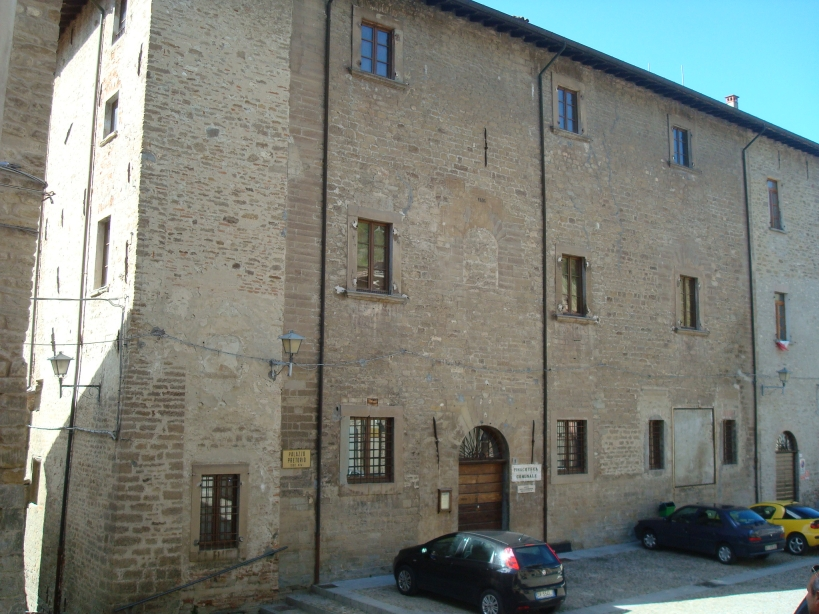
Le palazzo Pretorio

Les palazzi du nouveau bourg
- l’église de San Domenico de 1473,

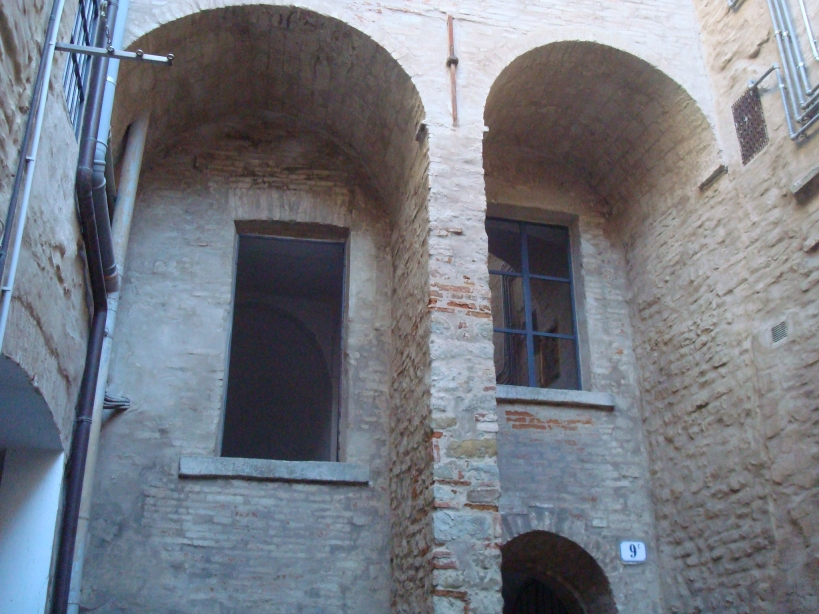
La palazzo Papiani, intérieur

- le palazzo Papiani de 1400, siège d’une des plus importantes familles de Modigliana. La cour intérieure révèle des fenêtres en arche de brique. À l’extérieur un emblème érodé par le temps porte la date de 1721, année de restructuration du palazzo qui, à cette époque, appartenait à la branche de Gioacchino Papiani, un personnage cultivé, vivace et capricieux qui organisa les premieres représentations théâtrales dans le salon du bâtiment.
- le palazzo Boccine du XVe siècle,
- la Tribuna de 1534, fortification semi-circulaire qui ferme le nouveau bourg et qui est la porte d’entrée dans la ceinture florentine.

À l’extérieur du bourg
- le couvent des Capucins, sur la colline en face de celle de la forteresse, de 1561 et aujourd’hui le siège du campus de l’Accademia degli incamminati [3], fondée en 1660 le littéraire Bartolomeo Campi sous le nom de Accademia dei Pastori del Marzano.
- Le Ponte della Signora (le pont de la dame) ou Ponte di San Donato, construit en dos-d’âne à trois arches.
- le musée Don Giovanni Verità, prêtre patriote qui sauva Giuseppe Garibaldi en le cachant dans sa propre maison en 1849.

## Administration
| Période                                  | Période  | Identité       | Étiquette                      | Qualité |
| ---------------------------------------- | -------- | -------------- | ------------------------------ | ------- |
| 14 juin 2004                             | En cours | Claudio Samorì | lista civica di centrosinistra |         |
| Les données manquantes sont à compléter. |          |                |                                |         |

### Communes limitrophes
Brisighella, Castrocaro Terme e Terra del Sole, Dovadola, Marradi, Rocca San Casciano, Tredozio

## Population

### Évolution de la population en janvier de chaque année
| 1861  | 1921  | 1951  | 1961  | 1971  | 1981  | 1991  | 2001  | 2011  |
| ----- | ----- | ----- | ----- | ----- | ----- | ----- | ----- | ----- |
| 6 078 | 9 352 | 8 079 | 5 984 | 4 898 | 4 924 | 4 836 | 4 744 | 4 815 |

### Ethnies et minorités étrangères
Selon les données de l’Institut national de statistique (ISTAT) au 1er janvier 2011 la population étrangère résidente était de 454 personnes.
Les nationalités majoritairement représentatives étaient :
| Pos. | Pays    | Population |
| ---- | ------- | ---------- |
| 1    | Maroc   | 181        |
| 2    | Albanie | 59         |

## Culture

### Personnalités à Modigliana
- les Comtes Guidi de Modigliana, noble famille,
- la Baronne de Sternberg, aristocrate (1773 - 1843).
- don Giovanni Verità, sacerdoce républicain (1807-1885)
- Silvestro Lega, peintre italien (1826-1895)
- Pia Tassinari, chanteur lyrique (1903-1995)
- Giuseppe Ragazzini, linguiste (mort en 2004)

## Sources et liens externes
- Histoire de Modigliana
- Site de la commune de Modigliana
- Itinéraire en Romagne